# Thalassoalaimus tardus
Thalassoalaimus tardus är en rundmaskart som beskrevs av De Man 1893. Thalassoalaimus tardus ingår i släktet Thalassoalaimus och familjen Oxystominidae. Arten är reproducerande i Sverige. Inga underarter finns listade i Catalogue of Life.